# 安德烈·希辛
安德烈·根纳季耶维奇·希申（1983年6月22日—），生于奥尔斯克，俄罗斯游泳教练，俄罗斯运动健将，俄罗斯功勋教练（2017年）。2021年其学生叶夫根尼·雷洛夫为俄罗斯队赢得自1996年以来男子游泳项目首枚奥运金牌。友谊勋章 (俄罗斯)获得者（2022年）。

## 生平
安德烈·申申于1983年6月22日出生于奥伦堡州奥尔斯克市。毕业于新特罗伊茨克市第18中学，后就读于奥伦堡国立师范大学。其父根纳季·维克托罗维奇·申申为著名游泳教练。
2004年至2006年，安德烈在新特罗伊茨克市"波浪"游泳馆担任教练。
2006年至2022年期间，任维德诺耶市"海豚"体育学校(«Дельфин»)高级教练员。
自2010年起担任莫斯科州奥林匹克运动体育训练中心教练，2013年成为俄罗斯国家游泳队教练组成员。
2017年，申申被授予「俄罗斯功勋教练」荣誉称号。
2024年出任俄罗斯国家游泳队高级教练。
2025年1月，经俄罗斯游泳协会推荐，申申成为俄罗斯国家游泳队主教练候选人。同年7月，作为俄罗斯国家游泳队主教练率队参加在新加坡举行的2025年世界游泳锦标赛。

## 著名弟子
- 叶夫根尼·雷洛夫 — 奥运会冠军（21世纪首位在泳池项目中摘金的俄罗斯选手)奥运会金牌得主, 奥运会银牌获得者, 奥运会铜牌得主,

两届世界游泳锦标赛冠军, 三届短池世锦赛金牌得主,
四届欧洲游泳锦标赛冠军, 三届青奥会冠军
- 伊万·吉列夫 —  在2020年奥运会上获得银牌，2019年在长池世界游泳锦标赛和2018年在短池世界游泳锦标赛中获得4×200米自由泳接力银牌，多次获得欧洲冠军.[12]

- 阿列克谢·布良斯基 - 四届2016年短池游泳世锦赛冠军，参加2016年奥运会的50米自由泳，巴库首届欧洲运动会两届冠军，多次获得俄罗斯游泳锦标赛奖牌，2017年夏季大学生运动会铜牌得主，世界 junior 游泳锦标赛铜牌得主。[13]

## 奖项与称号
- 俄罗斯游泳联合会“年度最佳教练”奖（2014年、2015年、2016年）。[14][15]
- 获得列宁斯基市区“年度教师”区级比赛一等奖。
- 第八届全俄补充教育教师竞赛“我把心献给孩子们”区域阶段一等奖。
- 获得莫斯科州州长颁发的“感谢”徽章。
- 荣誉称号“俄罗斯荣誉教练”（2017年）。[16]
- 莫斯科州“为莫斯科州的功绩”三等奖徽章（2021年）。[17]
- 友谊勋章，因成功培养奥运会运动员而获奖（2022年）。

## 公共活动
从2017年9月到2020年1月，安德烈·根纳季耶维奇·希申担任维德诺耶城市居民委员会（第10选区）副委员，由“统一俄罗斯”党提名。 自2024年9月起，他担任莫斯科州列宁斯基城市区的副委员。 在他的议会活动中，他处理体育、青年政策和体育基础设施的发展问题。他在“积极长寿”项目中发展老年人的游泳，并正在为参与特别军事行动的人员制定康复计划。

## 引用
...我们主要关心的——无论是个人教练还是国家队教练——是帮助运动员充分展现自己，实现他们所有的能力和机会，那么即使是奥运金牌也不会成为他们梦想的极限。